# Polk Salad Annie
Polk Salad Annie es una canción escrita e interpretada por Tony Joe White en 1968, que trata sobre el estilo de vida de una niña del sur de Luisiana y su familia que solían comer un plato tradicional de verduras cocidas a base de la parte comestible de la hierba carmín. El tema fue interpretado y grabado en vivo en 1970 por Elvis Presley para su álbum en vivo On Stage lo cual lo popularizó aún más editándose a través de la compañía RCA como sencillo junto al tema See See Rider en Europa  y junto a Just Can't Help Believin' en Japón 

## Origen de la canción
Sus raíces se encuentran en los pantanos de Oak Grove, Luisiana, donde nació en 1943. Situada justo al oeste del río Misisipi, es una tierra de algodonales, donde la hierba carmín , o "poke", crece silvestre, y los caimanes acechan en pantanos cubiertos de musgo. "Pasé los primeros 18 años de mi vida allí", dijo White. "Mis padres cultivaban algodón y maíz. Hubo muchas épocas en las que no había mucho para comer, y no me avergüenza admitir que a menudo hemos preparado un montón de poke sallet. Además, sabe bien, un poco a espinacas".  

## La letra
El intérprete comienza narrando una historia acerca de una planta que crece en los pantanos y bosques del sur de los Estados Unidos, en Lusiana, que luce como un verde nabo y a la que todos llaman "polk". También conocía a una niña que allí vivía y que al anochecer solía ir a buscar un manojo de esa verdura, llevarla a la casa y cocinarla para la cena, porque era lo único que tenían para comer, pero a ellos les iba bien.

Acorde al narrador, la niña tenía la capacidad de domar a los caimanes que allí vivían, los cuales aparentemente habían acabado con su abuela. Por otra parte la madre de la niña es descripta como una mujer viciosa que trabaja en una cárcel, lo que constituye una vergüenza para todos, mientras que por otro lado su padre era un peresozo que se quejaba de su dolor de espaldas y sus hermanos para lo único que eran aptos era para robar sandías del camión de quien cuenta la historia, motivo por el cual, todos los días antes de la hora de la cena la niña se encargaba de seguir yendo a buscar la hierba carmin a los pantanos y traerla en un saco de manos. 
Polk salad Annie                                                              Annie la de la ensalada poke
'Gators got your granny                                                   Los caimanes tomaron a tu abuela
Everybody said it was a shame                                        Todo el mundo decía que era una vergüenza
For the mama was working on the chain-gang                 Porque su madre trabajaba en una cárcel

What a mean, vicious woman                                           Lo que significa que era una mujer viciosa 

## Músicos de la versión de Joe White
- Tony Joe White - voz y guitarra
- Jerry Carrigan - batería
- David Briggs - órgano
- Norbert Putnam - bajo [6]

## Versión de Elvis Presley

Ropa de Elvis durante la interpretación de la canción en That's The Way It Is

Elvis comenzó a interpretar el tema durante su segundo año de conciertos en el hotel Hilton de Las Vegas, registrando por primera vez la canción para su álbum On Stage el 18 de Febrero d 1970.  Las versiones sucesivas del tema fueron también en vivo y correspondieron a presentaciones en diferentes ámbitos y registradas tanto en otros álbumes en vivo como en documentales, entre las que destaca la gira por los Estados Unidos de 1972
Las versiones de Presley mantienen el espíritu del blues sureño mezclado con psicodelia originales, donde el guitarrista de Presley, James Burton hace un uso recurrente del wah wah. Elvis mantiene un tiempo rítmico similar al original aunque la modificó en la lírica recitada de la introducción y le agregó arreglos orquestales que incluían vientos de las distintas orquestas sinfónicas que lo acompañaban en los conciertos y un solo improvisado de bajo Fender a cargo de Jerry Scheff.                                                                                                                                                                                                                                                                  
El total de las interpretaciones de Elvis grabadas fueron las siguientes:                                                                                                                                                                                                                                                                  
- Elvis That's The Way It Is (película documental, 1970).
- Elvis As Recorded at Madison Square Garden: (1972),
- Walk A Mile In My Shoes: The Essential Masters70 ( RCA Records ,1995), [8]
- Elvis 75 (RCA Records),[9]
- The Artist Of The Century (RCA Records),[10]

Aunque no está incluida en el álbum "Elvis Recorded Live on Stage in Memphis " (1974), se incluyó en la edición heredada de ese álbum en 2014; la canción se interpretó en el concierto del que se extrajo el álbum. Incluía un solo de bajo poco común de Jerry Scheff .

## Músicos de la primera versión de Elvis Presley en 1970
- Elvis Presley - voz y guitarra acústica rítmica
- James Burton - guitarra eléctrica líder
- John Wilkinson - guitarra eléctrica rítmica
- Charlie Hodge - guitarra acústica y coros
- Jerry Scheff - bajo
- Bob Lanning - batería
- Glen D. Hardin - piano
- The Sweet Inspirations - coros
- The Imperials - coros
- Bobby Morris and His Orchestra

### Sobregrabación en estudio
- Mary Holladay, Mary (Jeannie) Green, Joe Babcock, Dolores Edgin, Ginger Holladay, Sandy Posey, Hurshel Wiginton, Jim Glaser, Millie Kirkham - coros [7]

## Otras interpretaciones
- Richard "Groove" Holmes , en vivo, en su álbum de 1970 Recorded Live at the Lighthouse. [12]
- Tom Jones lanzó una versión   en su álbum de 1970 Tom , grabado en febrero de 1970. [13]
- White hizo un dueto con Johnny Cash en la edición del 8 de abril de 1970 de The Johnny Cash Show . Esta actuación se publicó en DVD en The Best of the Johnny Cash Show .[14]
- Los Lonely Boys en su EP tributo de 2009 titulado 1969 .[14]
- Conan O'Brien en su gira "Legalmente prohibido ser gracioso en televisión" . Menciona que Presley también cantó la canción en su gira.[15]
- El artista de rockabilly Sleepy LaBeef en su álbum Rockabilly 1977 ;  también lo incluyó en su álbum de 2000 Tomorrow Never Comes .[16]
- El cantante francés nacido en Estados Unidos, Joe Dassin, habla de su álbum Blue Country , lanzado en 1979.
- Harald Schmidt el 13 de septiembre de 2011 durante su programa nocturno en la televisión alemana, Harald Schmidt .[17]
- Tony Joe White y Foo Fighters en el Late Show With David Letterman (temporada 22, episodio 35), emitido originalmente el 15 de octubre de 2014.
- The BossHoss en su álbum Stallion Battalion lanzado en 2007.[18]
- Dan Aykroyd y Jim Belushi tienen una versión en su álbum de 2003 Have Love Will Travel.[19]
- Una portada de James Burton de 1971 aparece en la película Ford v Ferrari de 2019

## En la cultura popular
En gastronomía existe un plato también denominado ensalada poké aunque sin relación alguna con la ensalada en sí a la que se refiere la canción. El término ‘poke’, en este caso tiene raíces en el idioma hawaiano, donde significa ‘cortar’. Y en cuanto a lo que del término al plato se trate, el poké hace referencia a trozos de pescado crudo marinado, generalmente atún, y colocado encima de arroz junto a verduras y salsa. 